# Pleurocope dasyura
Pleurocope dasyura is een pissebed uit de familie Pleurocopidae. De wetenschappelijke naam van de soort is voor het eerst geldig gepubliceerd in 1901 door Walker.